# Маяк (журнал, Санкт-Петербург)
«Маяк» — русский литературный журнал XIX века, выходивший в 1840—1845 годах.

## История журнала
Полное название «Маяк современного просвещения и образованности. Труды учёных и литераторов, русских и иностранных», с 1842 года — «Маяк, журнал современного просвещения, искусства и образованности в духе русской народности».
Редакторами и издателями были переводчик, драматург, критик П. А. Корсаков и публицист, прозаик, критик С. А. Бурачок (1840—1841), затем один С. А. Бурачок.
В журнале принимали участие украинские писатели — Г. Ф. Квитка-Основьяненко, Гулак-Артемовский, Тихорский и другие. В «Маяке» были опубликованы отрывок из драмы «Никита Гайдай» (1842, № 5) и поэма «Бесталанный» (1844, № 4) Тараса Шевченко.
Было напечатано одно белорусское стихотворение неизвестного автора, с комментарием Цытовича (вероятно, Иосиф Порфирьевич Цытович, преподаватель словесности из Полоцка).
Также в журнале печатались А. И. Иваницкий (повести «Мечтатель», «Восток и Запад»), Е. В. Кологривова (роман из жизни света «Голос за родное», 1841) и В. И. Любич-Романович.
Резкая критика В. А. Жуковского и А. С. Пушкина, в частности, за их недостаточную образованность и религиозность, М. Ю. Лермонтова, Н. В. Гоголя и «натуральной школы», националистическая антизападническая позиция снискали журналу репутацию реакционного мракобесного издания.
Широкой известностью пользовалась эпиграмма на «Маяк» С. А. Соболевского:
Просвещения «Маяк»

Издаёт большой дурак,

По прозванию Корсак,

Помогает дурачок

По прозванью Бурачок.